# Ai Saotome
Ai Saotome (早乙女 愛, Saotome Ai), née Satomi Setoguchi (瀬戸口 さとみ, Setoguchi Satomi) le 29 décembre 1958 à Kagoshima et morte le 20 juillet 2010 à Seattle, est une actrice japonaise.

## Filmographie
- 1974 : The Legend of Love & Sincerity : Ai saotome
- 1975 : The Legend of Love & Sincerity: Continuation : Ai saotome
- 1975 : C'est dur d'être un homme : Un parapluie pour deux (男はつらいよ 寅次郎相合い傘, Otoko wa tsurai yo: Torajirō aiaigasa?) de Yōji Yamada : Mariko
- 1976 : The Legend of Love & Sincerity: Conclusion : Ai saotome
- 1976 : Seisyun no Kôzu : Kei Yoshikawa
- 1978 : Orenji Rôdo kyûkô
- 1979 : Daitokai - tatakai no hibi (série télévisée)
- 1983 : Meiso chizu : Namiko
- 1983 : Meneko : Mineko Kagami
- 1984 : Kita no hotaru : Setsu Furuya
- 1985 : Seburi monogatari (瀬降り物語?) de Sadao Nakajima : Hana
- 1986 : Tantei Kamizu Kyôsuke no satsujin suiri 5: Chinurareta bara (téléfilm) : Yuriko Kayama
- 1995 : Nan Jing 1937 : Rieko
- 1996 : Shabu gokudo : Reiko Makabe
- 1996 : Haruchan (série télévisée)
- 2000 : Le Visage (顔, Kao?) de Junji Sakamoto : Sakiko Kariyama